# Luca Hassler
Luca Hassler (* 13. Dezember 2003) ist ein österreichischer Fußballspieler.

## Karriere
Hassler begann seine Karriere beim ASKÖ Gmünd. Im April 2011 wechselte er zum SV Spittal/Drau. Im April 2014 kehrte er nach Gmünd zurück. Zur Saison 2017/18 wechselte er in die Akademie des Wolfsberger AC. Zur Saison 2018/19 wechselte er in die Akademie der Kapfenberger SV. Zur Saison 2020/21 rückte er in den Kader der dritten Mannschaft der Steirer, ASC Rapid Kapfenberg. Für Rapid absolvierte er in jener Saison bis zum COVID-bedingten Abbruch sieben Partien in der sechstklassigen Unterliga, in denen er drei Tore erzielte.
Im Juni 2021 erhielt der Offensivspieler, ohne bis dahin überhaupt für die zweite Mannschaft gespielt zu haben, einen Jungprofivertrag in Kapfenberg und rückte in den Profikader der Steirer. Sein Debüt in der 2. Liga gab er im Juli 2021, als er am ersten Spieltag der Saison 2021/22 gegen den FC Liefering in der 77. Minute für Lewan Eloschwili eingewechselt wurde.